# A Princesa e o Sapo (trilha sonora)
The Princess and the Frog: Original Songs and Score é a trilha sonora do filme de animação da Walt Disney de 2009. Foi lançado pela Walt Disney Records em 23 de novembro de 2009, um dia antes do lançamento limitado do filme em Nova York e Los Angeles.
"Almost There" e "Down in New Orleans" foram nomeadas na categoria de melhor canção Original no 82nd Academy Awards, perdendo para "The Weary Kind". "Down in New Orleans" também foi nomeada para o Grammy Award para melhor canção escrita para um filme, televisão ou outros meios de Comunicação Visual no Grammy Awards 2011
No Brasil a trilha sonora não foi lançada totalmente em português, tendo apenas "Lá em Nova Orleans" e "Quase Lá" no idioma como faixas bônus na edição em inglês lançada no país. De acordo com os créditos da dublagem brasileira, as canções em português não presentes no álbum da trilha sonora receberam os títulos de "Amigos do Outro Lado" (Amigos do Outro Lado), Quando Eu For Humano (When We're Human), Vamos Levar Vocês (Gonna Take You There) e Ma Belle Evangeline (Ma Belle Evangeline).
Alcançou a 80ª posição na parada musical americana Billboard 200. Vendeu cerca de 154 mil cópias nos Estados Unidos de acordo com dados fornecidos pela Nielsen SoundScan para a Billboard.

## Lista de faixas
Todas as faixas escritas e compostas por Randy Newman exceto "Never Knew I Needed" por Ne-Yo. 
| N.º | Título                           | Artistas                                      | Duração |  |
| 1.  | "Never Knew I Needed"            | Ne-Yo                                         | 3:38    |  |
| 2.  | "Down in New Orleans (Prologue)" | Anika Noni Rose                               | 0:28    |  |
| 3.  | "Down in New Orleans"            | Dr. John                                      | 2:27    |  |
| 4.  | "Almost There"                   | Anika Noni Rose                               | 2:24    |  |
| 5.  | "Friends on the Other Side"      | Keith David                                   | 3:35    |  |
| 6.  | "When We're Human"               | Michael-Leon Wooley, Bruno Campos             | 2:22    |  |
| 7.  | "Gonna Take You There"           | Jim Cummings com Terrance Simien no acordeão. | 1:46    |  |
| 8.  | "Ma Belle Evangeline"            | Jim Cummings featuring Terence Blanchard      | 1:56    |  |
| 9.  | "Dig a Little Deeper"            | Jenifer Lewis                                 | 2:48    |  |
| 10. | "Down in New Orleans (Finale)"   | Anika Noni Rose                               | 1:38    |  |
| 11. | "Fairy Tale/Going Home"          | Orquestra                                     |         |  |
| 12. | "I Know this Story"              | Orquestra                                     | 5:27    |  |
| 13. | "The Frog Hunters/Gator Down"    | Orquestra                                     | 6:04    |  |
| 14. | "Tiana's Bad Dream"              | Orquestra                                     | 6:22    |  |
| 15. | "Ray Laid Low"                   | Orquestra; aparição por Anika Noni Rose       | 3:22    |  |
| 16. | "Ray/Mama Odie"                  | Orquestra                                     | 4:01    |  |
| 17. | "This is Gonna Be Good"          | Orquestra                                     | 3:20    |  |

| Faixas bônus da edição brasileira |                                            |              |         |  |
| N.º                               | Título                                     | Artistas     | Duração |  |
| 18.                               | "Lá em Nova Orleans" (Down in New Orleans) | Jairo Bonfim | 2:29    |  |
| 19.                               | "Quase Lá" (Almost There)                  | Kacau Gomes  | 2:27    |  |

## Recepção da crítica
| Críticas profissionais | Críticas profissionais |
| Avaliações da crítica  | Avaliações da crítica  |
| Fonte                  | Avaliação              |
| ---------------------- | ---------------------- |
| Allmusic               | [ 5 ]                  |
| Filmtracks             | [ 6 ]                  |

Em 2010, Rhapsody nomeou "A Princesa e o Sapo" como a melhor trilha sonora de todos os tempos da Disney e Pixar.

## Paradas musicais
| Parada musical               | Melhor posição |
| ---------------------------- | -------------- |
| Estados Unidos Billboard 200 | 80             |